# أزمة السيولة اللبنانية
أزمة السيولة اللبنانية هي أزمة مستمرة تؤثر على دولة لبنان في الشرق الأوسط ابتداءً من أغسطس 2019. أدى وباء كوفيد-19 الذي بدأ في عام 2020، إلى تفاقم آثار هذه الأزمة.

## الخلفية
لقد تم ربط الليرة اللبنانية بالدولار الأمريكي بمعدل 1،507.5 ليرة لبنانية لكل دولار أمريكي منذ عام 1997. في أغسطس 2019، وبسبب الصعوبات المالية المختلفة، خاصة الاحتمالية المتزايدة لفشل الحكومة اللبنانية في التزامات الديون المستحقة، بدأ سعر الصرف الموازي في التشكل والتحول عن سعر الصرف الرسمي. وفي خريف عام 2019، وصل سعر الصرف الموازي إلى 1600 ليرة لكل دولار أمريكي، وسيرتفع لاحقًا إلى 3000 ليرة لكل دولار أمريكي في أبريل 2020. يستمر سعر الصرف الموازي للدولار الأمريكي في الارتفاع بسبب انخفاض قيمة الليرة اللبنانية بسبب النقص الحاد في الدولار الأمريكي داخل لبنان. تسبب هذا النقص في الدولار أيضًا في إغلاق 785 من المطاعم والمقاهي بين سبتمبر 2019 وفبراير 2020، مما أدى إلى فقدان 25000 موظف لوظائفهم. جعلت هذه الأزمة الاقتصادية الناتج المحلي الإجمالي للبنان ينخفض إلى حوالي 44 مليار دولار، والذي كان حوالي 55 مليار دولار في العام السابق.

## الآثار
تسبب انخفاض سعر الصرف في الاحتجاجات اللبنانية 2019-2020، مما أدى في النهاية إلى استقالة رئيس الوزراء وحكومته. بعد حدوث الاستقالة، أجبر وباء كوفيد-19 شركات إضافية على إغلاق أبوابها وتسريح موظفيها.
رئيس الوزراء حسان دياب ذكر أن البلاد سوف تتخلف عن دورة سندات ديونها وستسعى إلى إعادة هيكلة اتفاقيات وسط الأزمة المالية المتصاعدة التي أثرت على احتياطيات العملة الأجنبية. كان من المقرر أن يدفع لبنان مبلغ 1.2 مليار يورو في 9 مارس، ومن المتوقع أن ينتج 700 مليون دولار أخرى في أبريل و600 مليون دولار أخرى في يونيو. وبسبب نقص العملات الأجنبية، قال رئيس الوزراء إن الاحتياطيات تراجعت إلى «مستوى مقلق وخطير يدفع الحكومة اللبنانية إلى تعليق دفع استحقاق سندات اليورو في 9 مارس بسبب الحاجة إلى هذه الأموال».
قال رئيس قسم الأبحاث في بنك عودة، إن المصارف اللبنانية تمتلك 12.7 مليار دولار من أصل 30 مليار دولار في البلاد حتى يناير. احتفظ البنك المركزي بـ 5.7 مليار دولار والباقي مملوك لدائنين أجانب.
تبلغ نسبة الدين إلى الناتج المحلي الإجمالي الآن 170%. الافتراضي هو الأول في تاريخ البلد. تباطأ تدفق العملات الأجنبية وتراجع قيمة الليرة اللبنانية مقارنة بالدولار والعملات الأخرى. كما فرضت البنوك التجارية في الأمم قيودًا صارمة على سحب الدولار والتحويلات للحفاظ على الاحتياطيات. وبسبب هذا أصبح الدين السيادي للبنان تصنيفًا غير مرغوب فيه.
كانت الليرة اللبنانية مربوطة بحوالي 1.500 مقابل الدولار، ومنذ أكتوبر 2019، فقدت قيمتها ثلاث مرات، لتصل إلى 4.500 للدولار في الأسواق السوداء في 28 أبريل 2020. وقبل ذلك بأسبوعين، بقيت العملة عند حوالي 3.000 مقابل الدولار. التقييمات الرسمية تختلف عن تلك الموجودة في السوق السوداء. سمح أحد البنوك للمودعين بسحب الليرات اللبنانية من حساباتهم بالدولار بمبلغ 2.000 إلى الدولار. هذا تسبب في غضب كبير تجاه البنوك. انتقد رئيس الوزراء بشدة محافظ البنك المركزي رياض سلامة على أدائه.
إن النقص في الدولار المستخدم في المعاملات اليومية في لبنان والانهيار في قيمة الليرة قلل من قدرة البلاد على دفع ثمن الواردات، بما في ذلك الضروريات مثل القمح والنفط. توقفت البنوك عن تقديم قروض قصيرة الأجل للشركات ولم تعد توفر لها دولارات للاستيراد مما أجبر الناس على اللجوء إلى الأسواق السوداء. هناك أيضًا تضخم كبير، مما تسبب في خسارة فادحة في القوة الشرائية وزيادة في الفقر. لقد ارتفع سعر الفول، وهو فول شائع في المنطقة، بنسبة 55% في مارس مقارنة بالعام الماضي. شهد السكر زيادة بنسبة 67%، بينما ارتفعت أسعار القمح والشاي والأرز والسجائر بنسبة 50% تقريبًا خلال نفس الفترة.
سوليدير يستفيد من أزمة السّيولة. ارتفع سهم سوليدير في لبنان، إلى أعلى مستوياته منذ عام 2009، عند نحو 24.5 دولار. وتعود الارتفاعات لعزم المستثمرين اللبنانيين التحوط من مخاطر تراجع قيمة العملة المحلية بشكل أكبر وزيادة التضخم. سعر السهم ارتفع بأكثر من 500% منذ نوفمبر عام 2019، لكونه يوفر فرصة لهروب الأموال من البنوك. ويتوقع بعض الخبراء ان تشهد الأسعار مزيداً من الارتفاع في حال استمر الطلب في ظل محدودية الأسهم المعروضة للبيع. ورافق التحسن في أسعار اسهم سوليدير تزايد ملحوظ في حركة البيوعات العقارية ما ساهم في تخفيض حجم الديون المترتبة عليها من نحو 650 مليون دولار إلى ما يقل عن 80 مليون دولار.